# Jenny Wolf
Jenny Wolf, née le 31 janvier 1979 à Berlin, est une patineuse de vitesse allemande.
Au cours de sa carrière, elle a notamment remporté un titre de championne du monde de sprint en 2008 ainsi que quatre titres de championnes du monde du 500 mètres. En 2010, elle devient vice championne olympique du 500 m derrière Lee Sang-hwa sur l'anneau de Richmond. Également, elle est parvenue à remporter dix coupes du monde (quatre sur le 100 m en 2006, 2007, 2008 et 2009; six sur le 500 m en 2006, 2007, 2008, 2009, 2010, 2011). Elle est la patineuse qui présente le plus grand nombre de victoires sur le 500 m avec 49 victoires.

## Palmarès

### Jeux Olympiques d'hiver
- Médaille d'argent sur 500 m aux Jeux olympiques d'hiver de 2010 à Vancouver.

### Championnats du monde

#### Championnats du monde de sprint
- 2008 :  Médaille d'or.
- 2009 :  Médaille d'argent.
- 2010 :  Médaille de bronze.

#### Championnats du monde simple distance
- Championnats du monde de 2007 à Salt Lake City (États-Unis) :
  -  Médaille d'or sur le 500 m.
- Championnats du monde de 2008 à Nagano (Japon) :
  -  Médaille d'or sur le 500 m.
- Championnats du monde de 2009 à Richmond (Canada) :
  -  Médaille d'or sur le 500 m.
- Championnats du monde de 2011 à Inzell (Allemagne) :
  -  Médaille d'or sur le 500 m.

#### Coupe du monde
- Vainqueur du classement du 100 m en 2006, 2007, 2008 et 2009.
- Vainqueur du classement du 500 m en 2006, 2007, 2008, 2009, 2010 et 2011.

## Records
Elle a battu 4 records du monde durant sa carrière dont trois sur 500 m.